# Huang Yunlong
Dans ce nom, le nom de famille, Huang, précède le nom personnel.
Huang Yunlong, (en chinois : 黃 雲龍), né le 10 juillet 1960, est un ancien joueur chinois de basket-ball.